# Cueva Huliba
La Cueva Huliba (también conocida como Baranca Sunu que significa "Roca desnuda" ) es una cueva en la isla caribeña de Aruba, apodada el " túnel del amor" por su entrada en forma de corazón. La entrada se realiza a través de una escalera empinada y estrecha que se sumerge en la cueva. Cuenta con cinco entradas. En algunos lugares , hay que agacharse para ver las formaciones . Se necesitan linternas para explorar los 300 pies ( 91 m) de un pasillo largo , ya que es totalmente oscuro dentro de la cueva . La cueva está repleta de formaciones de estalagmitas y estalactitas  en las rocas de piedra caliza. Dos especies de murciélagos que residen en esta cueva son el Leptonycteris curasoae y la Macroglossus sobrinus. Es interesante observar que los murciélagos , después de dormir en las cuevas durante el día , salen volando en hordas en busca de alimento . La salida del túnel es a través de una serie de pasos que están tallados en la roca y son bastante arriesgados. En una de las cámaras , la Virgen María ha sido tallada en una formación de roca natural . La leyenda menciona historias sobre los piratas que habrían habitado en la cueva para esconder sus tesoros , aunque no hay pruebas para confirmar esto.

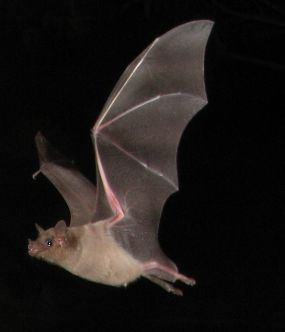
Leptonycteris curasoae.